# Макартур, Дуглас II
Дуглас Макартур II (5 июля 1909 года — 15 ноября 1997 года) — американский дипломат.
Макартур был сыном капитана Артура Макартура III и Марии Маккалла Макартур, и был назван в честь своего дяди, генерала Дугласа Макартура. Он родился в Брин-Маре, штат Пенсильвания. В 1932 году окончил Йельский университет.
Он женился на Лауре Луизе Баркли 21 августа 1934 года, дочери будущего вице-президента США Олбена Баркли.
Макартур работал во Французском движении сопротивления во время Второй мировой войны и был военнопленным два года. Позже в течение своей жизни он работал в качестве посла США в следующие страны:
- Япония (1957—1961)
- Бельгия (1961—1965)
- Австрия (1967—1969)
- Иран (1969—1972).

Макартур умер в Вашингтоне, округ Колумбия в 1997 году.